# Kolchida (ort)
Kolchida (abchaziska: Ԥсахара, georgiska: კოლხიდა, Kolchida) är en daba (stadsliknande ort) i Gagradistriktet i Abchazien i nordvästra Georgien. Byn ligger vid svarta havskusten, cirka 7 kilometer från Gagra.
År 1992 fick byn sitt nuvarande, abchaziskklingande namn Psachara (Ԥсахара).